# Campeonato de Primera División 1943 (Venezuela)
El Campeonato de Primera División de Venezuela de fútbol en 1943 fue el XXIII del torneo (que entonces era "amateur").

## Historia
El campeonato fue jugado por los mismos participantes del anterior torneo de 1942. Pero esta vez fue ganado por el "Loyola Sport Club", llegando de segundo el "Litoral OSP".
El año 1943 fue redondo para el Loyola Sport Club: fue Campeón de la Liga y de la Copa Venezuela. El club colegial -promovido por el vasco Padre Gastaminza- aseguró el galardón con nueve victorias en 15 desafíos.
Uno de los jugadores emblemáticos del Loyola fue Carlos “El Cojo” Rodríguez. El equipo estaba bajo la dirección de Leopoldo Marquez, como entrenador y jugador al mismo tiempo.